# Dicyphus confusus
Dicyphus confusus är en insektsart som beskrevs av Kelton 1980. Dicyphus confusus ingår i släktet Dicyphus och familjen ängsskinnbaggar. Inga underarter finns listade i Catalogue of Life.